# Liste des matchs de l'équipe du Koweït de football par adversaire
Cette liste présente les matchs de l'équipe du Koweït de football par adversaire rencontré depuis son premier match. Lorsqu'une rivalité footballistique particulière existe entre le Koweït et un autre pays, une page spécifique est parfois proposée.
- Haut – A
- B
- C
- D
- E
- F
- G
- H
- I
- J
- K
- L
- M
- N
- O
- P
- Q
- R
- S
- T
- U
- V
- W
- X
- Y
- Z

## A

### Algérie
Confrontations entre le Koweït et l'Algérie en matchs officiels :
| Date            | Lieu  | Match            | Score | Compétition  |
| 12 juillet 1988 | Amman | Koweït - Algérie | 0-1   | Match amical |

#### Bilan partiel
- Total de matchs disputés : 1
- Victoires du Koweït : 0
- Victoires de l'Algérie : 1 (100 %)
- Match nul : 0
- Buts marqués par le Koweït : 0
- Buts marqués par l'Algérie : 1

### Allemagne de l'Est (RDA)
Confrontations entre le Koweït et l'Allemagne de l'Est (RDA) en matchs officiels :
| Date            | Lieu      | Match        | Score | Compétition  |
| 26 janvier 1990 | Koweït () | Koweït - RDA | 1-2   | Match amical |

#### Bilan partiel
- Total de matchs disputés : 1
- Victoires du Koweït : 0
- Victoires de l'Allemagne de l'Est (RDA) : 1 (100 %)
- Match nul : 0
- Buts marqués par le Koweït : 1
- Buts marqués par l'Allemagne de l'Est (RDA) : 2

### Australie

#### Confrontations
Confrontations entre le Koweït et l'Australie en matchs officiels :
| Date              | Lieu         | Match              | Score | Compétition                                             |
| 16 octobre 1977   | Sydney       | Australie - Koweït | 1-2   | Qualifications pour la Coupe du monde 1978 (Tour final) |
| 19 novembre 1977  | Koweït       | Koweït - Australie | 1-0   | Qualifications pour la Coupe du monde 1978 (Tour final) |
| 15 avril 1993     | Singapour    | Koweït - Australie | 0-1   | Match amical                                            |
| 19 avril 1993     | Singapour    | Koweït - Australie | 3-1   | Match amical                                            |
| 24 septembre 1994 | Kuala Lumpur | Koweït - Australie | 0-0   | Match amical                                            |
| 4 octobre 2000    | Dubaï        | Koweït - Australie | 0-1   | Match amical                                            |
| 16 août 2006      | Sydney       | Australie - Koweït | 2-0   | Qualifications pour la Coupe d'Asie 2007                |
| 6 septembre 2006  | Koweït       | Koweït - Australie | 2-0   | Qualifications pour la Coupe d'Asie 2007                |
| 5 mars 2009       | Canberra     | Australie - Koweït | 0-1   | Qualifications pour la Coupe d'Asie 2011 (Groupe B)     |
| 6 janvier 2010    | Canberra     | Koweït - Australie | 2-2   | Qualifications pour la Coupe d'Asie 2011 (Groupe B)     |
| 9 janvier 2015    | Melbourne    | Australie - Koweït | 4-1   | Coupe d'Asie des Nations 2015 (1er tour, groupe A)      |

#### Bilan partiel
- Total de matchs disputés : 11
- Victoires du Koweït : 5 (45,45 %)
- Victoires de l'Australie : 4 (36,36 %)
- Matchs nuls : 2 (18,18 %)
- Buts marqués par le Koweït : 12
- Buts marqués par l'Australie : 12

## B

### Bhoutan

#### Confrontations
Confrontations entre le Koweït et le Bhoutan :
|   | Date            | Lieu   | Match            | Score | Compétition                                                  |
| - | --------------- | ------ | ---------------- | ----- | ------------------------------------------------------------ |
| 1 | 14 février 2000 | Koweït | Koweït - Bhoutan | 20-0  | Tour préliminaire à la Coupe d'Asie des nations 2000 (gr. 5) |

#### Bilan
Au 30 mars 2019 :
- Total de matchs disputés : 1
- Victoires du Koweït : 1
- Match nul : 0
- Victoires du Bhoutan : 0
- Total de buts marqués par le Koweït : 20
- Total de buts marqués par le Bhoutan : 0

## C

### Cambodge
Confrontations entre le Koweït et le Cambodge :
| Date        | Lieu    | Match             | Score | Compétition |
| 14 mai 1972 | Bangkok | Cambodge - Koweït | 4-0   |             |

#### Bilan partiel
- Total de matchs disputés : 1
- Victoires du Koweït : 0
- Victoires du Cambodge : 1
- Match nul : 0
- Buts marqués par le Koweït : 0
- Buts marqués par le Cambodge : 4

## E

### Émirats arabes unis

#### Confrontations
Confrontations entre le Koweït et les Émirats arabes unis :
|    | Date              | Lieu       | Match                        | Score           | Compétition                                                        |
| -- | ----------------- | ---------- | ---------------------------- | --------------- | ------------------------------------------------------------------ |
| 1  | 22 mars 1972      | Riyad      | Koweït - Émirats arabes unis | 7-0             | Coupe du Golfe des nations 1972 (en)                               |
| 2  | 15 mars 1974      | Koweït     | Koweït - Émirats arabes unis | 2-0             | Coupe du Golfe des nations 1974 (en) (tour préliminaire)           |
| 3  | 26 mars 1974      | Koweït     | Koweït - Émirats arabes unis | 6-0             | Coupe du Golfe des nations 1974 (en) (demi-finale)                 |
| 4  | 3 avril 1976      | Doha       | Koweït - Émirats arabes unis | 0-0             | Coupe du Golfe des nations 1976 (en)                               |
| 5  | 1er avril 1979    | Bagdad     | Koweït - Émirats arabes unis | 7-0             | Coupe du Golfe des nations 1979 (en)                               |
| 6  | 15 septembre 1980 | Koweït     | Koweït - Émirats arabes unis | 1-1             | Coupe d'Asie des nations 1980 (gr. 2)                              |
| 7  | 24 mars 1982      |            | Émirats arabes unis - Koweït | 0-2             | Coupe du Golfe des nations 1982 (en)                               |
| 8  | 10 mars 1984      | Mascate    | Émirats arabes unis - Koweït | 2-0             | Coupe du Golfe des nations 1984 (en)                               |
| 9  | 28 mars 1986      | Manama     | Koweït - Émirats arabes unis | 1-0             | Coupe du Golfe des nations 1986 (en)                               |
| 10 | 5 mars 1988       | Riyad      | Émirats arabes unis - Koweït | 1-0             | Coupe du Golfe des nations 1988 (en)                               |
| 11 | 13 janvier 1989   | Koweït     | Koweït - Émirats arabes unis | 3-2             | Tours préliminaires à la Coupe du monde 1990 (zone Asie, 1er tour) |
| 12 | 3 février 1989    | Charjah    | Émirats arabes unis - Koweït | 1-0             | Tours préliminaires à la Coupe du monde 1990 (zone Asie, 1er tour) |
| 13 | 9 mars 1990       | Koweït     | Koweït - Émirats arabes unis | 6-1             | Coupe du Golfe des nations 1990 (en)                               |
| 14 | 27 mai 1992       | Al-Aïn     | Émirats arabes unis - Koweït | 3-2             | Tour préliminaire à la Coupe d'Asie des nations 1992 (gr. 2)       |
| 15 | 28 novembre 1992  | Doha       | Koweït - Émirats arabes unis | 2-0             | Coupe du Golfe des nations 1992 (en)                               |
| 16 | 13 octobre 1994   | Hiroshima  | Koweït - Émirats arabes unis | 2-1 (ap)        | Jeux asiatiques de 1994 (quart de finale)                          |
| 17 | 9 novembre 1994   | Abou Dabi  | Émirats arabes unis - Koweït | 2-0             | Coupe du Golfe des nations 1994 (en)                               |
| 18 | 22 octobre 1996   | Mascate    | Koweït - Émirats arabes unis | 1-2             | Coupe du Golfe des nations 1996 (en)                               |
| 19 | 7 décembre 1996   | Abou Dabi  | Émirats arabes unis - Koweït | 3-2             | Coupe d'Asie des nations 1996 (gr. A)                              |
| 20 | 18 décembre 1996  | Abou Dabi  | Émirats arabes unis - Koweït | 1-0             | Coupe d'Asie des nations 1996 (demi-finale)                        |
| 21 | 1er octobre 1998  | Doha       | Émirats arabes unis - Koweït | 1-4             | Coupe arabe des nations 1998 (match pour la 3e place)              |
| 22 | 12 novembre 1998  | Manama     | Émirats arabes unis - Koweït | 1-4             | Coupe du Golfe des nations 1998 (en)                               |
| 23 | 7 décembre 1998   | Bangkok    | Émirats arabes unis - Koweït | 0-5             | Jeux asiatiques de 1998 (2e tour)                                  |
| 24 | 7 octobre 2000    |            | Émirats arabes unis - Koweït | 1-0             | Match amical                                                       |
| 25 | 29 janvier 2002   | Riyad      | Émirats arabes unis - Koweït | 1-2             | Coupe du Golfe des nations 2002 (en)                               |
| 26 | 29 décembre 2003  | Koweït     | Koweït - Émirats arabes unis | 0-2             | Coupe du Golfe des nations 2003 (en)                               |
| 27 | 19 juillet 2004   | Jinan      | Koweït - Émirats arabes unis | 3-1             | Coupe d'Asie des nations 2004 (gr. B)                              |
| 28 | 27 novembre 2004  |            | Émirats arabes unis - Koweït | 0-1             | Match amical                                                       |
| 29 | 3 décembre 2004   |            | Émirats arabes unis - Koweït | 1-1             | Match amical                                                       |
| 30 | 29 juillet 2005   | Genève     | Koweït - Émirats arabes unis | 1-1 (tab : 6-7) | Match amical                                                       |
| 31 | 23 janvier 2007   | Abou Dabi  | Émirats arabes unis - Koweït | 3-2             | Coupe du Golfe des nations 2007 (en) (gr. B)                       |
| 32 | 30 décembre 2008  | Dubaï      | Émirats arabes unis - Koweït | 0-0             | Match amical                                                       |
| 33 | 16 décembre 2009  | Koweït     | Koweït - Émirats arabes unis | 0-0             | Match amical                                                       |
| 34 | 6 février 2008    | Abou Dabi  | Émirats arabes unis - Koweït | 2-0             | Éliminatoires de la Coupe du monde 2010 (zone Asie, 3e tour)       |
| 35 | 14 juin 2008      | Al-Salmiya | Koweït - Émirats arabes unis | 2-3             | Éliminatoires de la Coupe du monde 2010 (zone Asie, 3e tour)       |
| 36 | 7 septembre 2010  | Abou Dabi  | Émirats arabes unis - Koweït | 3-0             | Match amical                                                       |
| 37 | 11 septembre 2012 | Dubaï      | Émirats arabes unis - Koweït | 3-0             | Match amical                                                       |
| 38 | 15 janvier 2013   | Riffa      | Émirats arabes unis - Koweït | 1-0             | Coupe du Golfe des nations 2013 (demi-finale)                      |
| 39 | 2 septembre 2011  | Al-Aïn     | Émirats arabes unis - Koweït | 2-3             | Éliminatoires de la Coupe du monde 2014 (zone Asie, 3e tour)       |
| 40 | 15 novembre 2011  | Koweït     | Koweït - Émirats arabes unis | 2-1             | Éliminatoires de la Coupe du monde 2014 (zone Asie, 3e tour)       |
| 41 | 17 novembre 2014  | Riyad      | Émirats arabes unis - Koweït | 2-2             | Coupe du Golfe des nations 2014 (gr. B)                            |
| 42 | 28 décembre 2017  | Koweït     | Koweït - Émirats arabes unis | 0-0             | Coupe du Golfe des nations 2017 (en) (gr. A)                       |
| 43 | 28 décembre 2018  | Dubaï      | Émirats arabes unis - Koweït | 0-2             | Match amical                                                       |

#### Bilan
Au 12 avril 2019 :
- Total de matchs disputés : 43
- Victoires du Koweït : 19
- Matchs nuls  : 8
- Victoires des Émirats arabes unis : 16
- Total de buts marqués par le Koweït : 78
- Total de buts marqués par les Émirats arabes unis : 49

## F

### France
Confrontations entre le Koweït et la France en matchs officiels :
| Date            | Lieu       | Match           | Score | Compétition                    |
| 21 juin 1982    | Valladolid | France - Koweït | 4-1   | Coupe du monde 1982 (Groupe 4) |
| 21 janvier 1990 | Koweït     | Koweït - France | 0-1   | Match amical                   |

#### Bilan partiel
- Total de matchs disputés : 2
- Victoires du Koweït : 0
- Victoires de la France : 2 (100 %)
- Match nul : 0
- Buts marqués par le Koweït : 1
- Buts marqués par la France : 5

## J

### Japon
Confrontations entre le Koweït et le Japon :
| Date              | Lieu         | Match          | Score | Compétition                                                     |
| 10 décembre 1978  | Bangkok      | Koweït - Japon | 2-0   | Match amical                                                    |
| 24 septembre 1986 | Daejeon      | Japon - Koweït | 0-2   | Match amical                                                    |
| 8 avril 1988      | Kuala Lumpur | Koweït - Japon | 1-0   | Qualifications pour la Coupe d'Asie des nations 1988 (Groupe 2) |
| 15 décembre 1996  | Al Ain       | Koweït - Japon | 2-0   | Coupe d'Asie des nations 1996 - 1/4 Finale                      |

Bilan
Total de matchs disputés : 4
- Victoires de l'équipe du Koweït : 4
- Match nul : 1
- Victoire de l'équipe du Japon : 0

## K

### Kirghizistan

#### Confrontations
Confrontations entre le Koweït et le Kirghizistan :
|   | Date             | Lieu      | Match                 | Score | Compétition                                                      |
| - | ---------------- | --------- | --------------------- | ----- | ---------------------------------------------------------------- |
| 1 | 9 février 2001   | Singapour | Koweït - Kirghizistan | 3-0   | Tour préliminaire à la Coupe du monde 2002 (zone Asie, 1er tour) |
| 2 | 24 février 2001  | Koweït    | Koweït - Kirghizistan | 2-0   | Tour préliminaire à la Coupe du monde 2002 (zone Asie, 1er tour) |
| 3 | 10 novembre 2004 | Koweït    | Koweït - Kirghizistan | 3-0   | Match amical                                                     |
| 4 | 16 mai 2014      | Koweït    | Koweït - Kirghizistan | 2-2   | Match amical                                                     |

#### Bilan
Au 3 avril 2019 :
- Total de matchs disputés : 4
- Victoires du Koweït : 3
- Matchs nuls : 1
- Victoires du Kirghizistan : 0
- Total de buts marqués par le Koweït : 10
- Total de buts marqués par le Kirghizistan : 2

## M

### Macao

#### Confrontations
Confrontations entre Macao et le Koweït :
|   | Date        | Lieu         | Match          | Score | Compétition                                                        |
| - | ----------- | ------------ | -------------- | ----- | ------------------------------------------------------------------ |
| 1 | 3 mai 1993  | Kuala Lumpur | Koweït - Macao | 10-1  | Tours préliminaires à la Coupe du monde 1994 (zone Asie, 1er tour) |
| 2 | 16 mai 1993 | Riyad        | Macao - Koweït | 0-8   | Tours préliminaires à la Coupe du monde 1994 (zone Asie, 1er tour) |

#### Bilan
Au 9 avril 2019 :
- Total de matchs disputés : 2
- Victoires de Macao : 0
- Matchs nuls : 0
- Victoires du Koweït : 2
- Total de buts marqués par Macao : 1
- Total de buts marqués par le Koweït : 18

## P

### Pologne
Confrontations entre le Koweït et la Pologne en matchs officiels :
| Date            | Lieu   | Match            | Score | Compétition  |
| 11 février 1990 | Cairo  | Koweït - Pologne | 1-1   | Match amical |
| 9 décembre 1991 | Koweït | Koweït - Pologne | 0-2   | Match amical |

#### Bilan partiel
- Total de matchs disputés : 2
- Victoires du Koweït : 0
- Victoires de la Pologne : 1 (50 %)
- Match nul : 1 (50 %)
- Buts marqués par le Koweït : 1
- Buts marqués par la Pologne : 3

### Portugal
Confrontations entre le Koweït et le Portugal en matchs officiels :
| Date             | Lieu   | Match             | Score | Compétition  |
| 19 novembre 2003 | Leiria | Portugal - Koweït | 8-0   | Match amical |
| 5 juin 2007      | Koweït | Koweït - Portugal | 1-1   | Match amical |

#### Bilan partiel
- Total de matchs disputés : 2
- Victoires du Koweït : 0
- Victoires du Portugal : 1 (50 %)
- Match nul : 1 (50 %)
- Buts marqués par le Koweït : 1
- Buts marqués par le Portugal : 9

## U

### URSS
Confrontations entre le Koweït et l'URSS en matchs officiels :
| Date             | Lieu   | Match         | Score | Compétition  |
| 23 novembre 1988 | Koweït | Koweït - URSS | 0-1   | Match amical |
| 27 novembre 1988 | Koweït | Koweït - URSS | 0-2   | Match amical |

#### Bilan partiel
- Total de matchs disputés : 2
- Victoires du Koweït : 0
- Victoires de l'URSS : 2 (100 %)
- Match nul : 0
- Buts marqués par le Koweït : 0
- Buts marqués par l'URSS : 3